# Kruishaarsche Heide
De Kruishaarsche Heide is een ontgonnen heidegebied bij het gehucht Kruishaar in de gemeente Nijkerk in de Nederlandse provincie Gelderland. 

## Kruishaarderberg
Op voormalige heide ligt de Kruishaarderberg, een door bos omringde omwalde akker. Het is een voor bezoekers niet toegankelijk particulier natuurgebied van ongeveer 7,5 hectare groot. De akker beslaat ruim 100 x 100 meter. Hij is, met de wal eromheen, onder nummer 30980 opgenomen in het register van rijksmonumenten.
De om het akkerland aanwezige wal ligt maximaal zes meter boven het maaiveld. Uit onderzoek is gebleken dat het waarschijnlijk oorspronkelijk gaat om een verborgen middeleeuwse veekraal. Boeren van omringende erven brachten hun dieren hier in veiligheid als er gevaar dreigde van doortrekkende legereenheden of roversbenden. Ze hadden daartoe een met ondoordringbare struiken begroeid walletje aangelegd dat daarna door opstuiving van omringend dekzand sterk is verhoogd. In de zeventiende de eeuw was de kraal reeds in gebruik als akker.